# Jeddah Corniche Circuit
Il Jeddah Corniche Circuit (in arabo: حلبة كورنيش جدة‎, traslitterato: Ḥalbat Kūrnīš Ǧidda), inizialmente noto come Jeddah Street Circuit (in arabo: حلبة شارع جدة‎, traslitterato: Ḥalbat Šāriʿ Ǧidda, in italiano: circuito cittadino di Gedda), progettato dall'ingegnere tedesco Hermann Tilke, è un tracciato urbano semipermanente situato a Gedda, in Arabia Saudita.
Il circuito si affronta in senso antiorario e il 5 dicembre 2021 ha ospitato il primo Gran Premio d'Arabia Saudita, per quanto riguarda sia la Formula 1 che la Formula 2.

## Storia
Inizialmente, nel 2019, era stata annunciata la costruzione nella città di Qiddiya di un autodromo pensato per ospitare tutte le categorie della FIA. Tuttavia nel frattempo, in attesa della sua ultimazione, nel novembre 2020 è stato reso noto che il Gran Premio d'Arabia Saudita si sarebbe disputato in un circuito cittadino temporaneo ubicato a Gedda.
Per la progettazione della nuova pista è stata richiesta innanzitutto un'analisi su Google Earth tra le varie località e in seguito sono state simulate diverse varianti. In definitiva è stata scelta Jeddah Corniche, situata su una zona lagunare bonificata lungo il Mar Rosso a 12 km a nord dal centro della città. Per la realizzazione è stata selezionata dai promotori l'azienda Tilke GmBH, dell'ingegnere tedesco Hermann Tilke. I progettisti hanno voluto evitare di creare una pista con curve lente a 90° e ripetere gli errori commessi in passati circuiti cittadini e hanno optato per un disegno fluido e veloce. È previsto inoltre che le gare si svolgano in notturna.
Per la costruzione, da completare entro poco più di otto mesi, è stato necessario il lavoro di 3 000 appaltatori provenienti da 50 Paesi diversi. Al momento della disputa della prima gara, a novembre 2021, il circuito era già pronto nei tempi stabiliti, ma alcune strutture sono state ultimate solo in tempo per la seconda gara, a marzo 2022.
Il Jeddah Corniche Circuit, dopo aver ospitato i Gran Premi sauditi per le stagioni 2021 e 2022, era previsto che venisse sostituito dall'autodromo di Qiddiya già dal 2023, prima che il Gran Premio fosse mantenuto sulla stessa pista. Il 20 gennaio 2023, tuttavia, viene reso noto dagli organizzatori che il Gran Premio d'Arabia Saudita verrà mantenuto a Gedda almeno fino al 2027, mentre i lavori per la costruzione dell'impianto permanente a Qiddiya proseguiranno.
Il 1º settembre 2022 è stato annunciato lo svolgimento della gara conclusiva della coppa del mondo turismo 2022 sul circuito di Gedda. Essa è stata la prima competizione a utilizzare una seconda variante del tracciato, più corta, ottenuta raccordando le curve 4 e 20 della versione più lunga.
Dal 7 al 9 marzo 2024 si tiene sul circuito il primo Gran Premio stagionale della F1 Academy, massima competizione automobilistica femminile, la cui gara 1 è vinta da Doriane Pin, mentre la gara 2 è vinta da Abbi Pulling. Doriane Pin detiene inoltre il record femminile sul giro di pista, stabilito in 2'04"259 nel corso della gara 2. Nelle qualifiche aveva siglato un 2'03"699.
A partire dalla stagione 2024-2025 il campionato mondiale di Formula E si sposta sul circuito di Gedda, corredo su una terza versione appositamente realizzata e andando a sostituire il circuito cittadino di Dirʿiyya, anch'esso saudita e situato nei pressi della capitale Riad, il quale è stato presente nel calendario dal 2018 al 2024.

## Descrizione
Il circuito di Gedda, il cui disegno è stato presentato il 18 marzo 2021, è percorribile con una velocità media, stimata tramite simulazioni, di 252,8 km/h — dietro solo all'autodromo di Monza, percorribile con una velocità media di 264,3 km/h — e si tratta del tracciato cittadino più veloce tra quelli su cui il campionato mondiale di Formula 1 ha corso, e il terzo tracciato più lungo, con i suoi 6 174 m di lunghezza, dopo quello di Spa-Francorchamps (lungo 7 004 m), in Belgio, e quello di Las Vegas (lungo 6 201 m), negli Stati Uniti d'America.
L'elevato numero di curve, 27, 11 a destra e 16 a sinistra, fa sì che il tracciato sia quello con il più alto numero di curve tra tutti i circuiti presenti nel calendario. Una sua ulteriore caratteristica è rappresentata dalla pendenza di 12 gradi della curva 13. Inoltre, offre tre zone del Drag Reduction System per l'utilizzo del dispositivo, rispettivamente tra le curve 19 e 22, 25 e 27 e sul rettilineo dei box. È il primo circuito in cui, fin dalla sua realizzazione, vengono stabilite tre zone per l'utilizzo del dispositivo mobile.
A seguito del numero di incidenti avvenuti durante la gara del 2021, il Jeddah Corniche Circuit ha subito alcune modifiche finalizzate al miglioramento della visibilità per i piloti. Esse sono consistite principalmente nell'arretramento di 1,5 m delle barriere alle curve 2, 3, 14 e 21. Alla curva 27 la pista è stata allargata di 12 m.
Dopo la gara del 2022, ulteriori modifiche vengono apportate all'altezza delle curve 22 e 23, dove i piloti affrontano una curva veloce sinistra-destra. In questo punto viene sistemato il posizionamento delle barriere, oltre all'aggiunta di un cordolo che riduce la velocità delle monoposto di circa 50 km/h. A livello di recinzioni, altri ritocchi simili vengono attuati in corrispondenza delle curve 14 e 20, in questo caso per allargare il tracciato, favorendo una maggior visuale ai piloti. I muretti di protezione, che vengono arretrati di alcuni metri, sono modificati anche in altre zone della pista, sempre con lo stesso obiettivo. Nello specifico, ciò avviene nelle curve 8 e 10, le stesse che vedono anche l'aggiunta di cordoli. L'inserimento di quest'ultimi si concretizza anche in altri quattro punti, alle curve 1, 11, 17 e 23, insieme alle curve 3, 14, 19, 20 e 21.
La versione del tracciato usata per l'E-Prix di Gedda è la più corta delle tre (3 001 m) ed è stata ricavata allacciando le curve 3 e 22 del disegno originale. In più sono state aggiunte tre varianti: una tra le curve 25 e 26 e due sul rettilineo principale, ambedue situate prima della linea del traguardo. Le prime due varianti sono verso sinistra, la terza verso destra e il numero totale di curve è 19.
Il record assoluto del circuito è di 1'27"294 stabilito da Max Verstappen su Red Bull nelle qualifiche del Gran Premio d'Arabia Saudita 2025.

## Albo d'oro della Formula 1
| Anno | Pilota         | Scuderia |
| ---- | -------------- | -------- |
| 2021 | Lewis Hamilton | Mercedes |
| 2022 | Max Verstappen | Red Bull |
| 2023 | Sergio Pérez   | Red Bull |
| 2024 | Max Verstappen | Red Bull |
| 2025 | Oscar Piastri  | McLaren  |

### Vittorie per pilota
| Vittorie | Pilota         | Anno(i)/Vettura               |
| -------- | -------------- | ----------------------------- |
| 2        | Max Verstappen | 2022/Red Bull - 2024/Red Bull |
| 1        | Lewis Hamilton | 2021/Mercedes                 |
| 1        | Sergio Pérez   | 2023/Red Bull                 |
| 1        | Oscar Piastri  | 2025/McLaren                  |

### Vittorie per scuderia
| Vittorie | Scuderia | Anno(i)/Pilota                                                |
| -------- | -------- | ------------------------------------------------------------- |
| 3        | Red Bull | 2022/Max Verstappen - 2023/Sergio Pérez - 2024/Max Verstappen |
| 1        | Mercedes | 2021/Lewis Hamilton                                           |
| 1        | McLaren  | 2025/Oscar Piastri                                            |